# 四唯街道
四唯街道是中华人民共和国湖北省武汉市江岸区下辖的一个街道办事处。

## 行政区划
四唯街道下辖以下村级行政区划单位：
五福社区、六合社区、麟趾社区、太平社区、袁家社区和塘新社区。